# Vela (geslacht)
Vela is een geslacht van kreeftachtigen uit de klasse van de Malacostraca (hogere kreeftachtigen).

## Soorten
- Vela carli (Roux, 1931)
- Vela pulvinata
- Vela virupa Bahir & Yeo, 2007